# Poddouhe
Poddouhe (ukr. Піддовге) – wieś na Ukrainie w rejonie szeptyckim obwodu lwowskiego. Ludność stanowi 42 os.